# Balár
A Balár régi magyar személynév, ami valószínűleg az ótörök bala szó származéka, aminek a jelentése jelentése: kicsiny fióka.

## Gyakorisága
Az 1990-es években szórványosan fordult elő, a 2000-es években nem szerepel a 100 leggyakoribb férfinév között.

## Névnapok
- január 24.[2]